# Список населених пунктів Витегорського району

## А
1. Агафоновська (Витегорський район)
2. Олександрівське (Витегорський район)
3. Олексіївське (Витегорский район)
4. Андомский Погост (Вологодська область)
5. Андріївська (Витегорський район)
6. Анненський Міст
7. Антоново (Витегорський район)
8. Анхімово (Вологодська область)
9. Анциферова (Витегорський район)
10. Анціферовська (Витегорський район)
11. Артюніно

## Б
1. Бадожський Погост (Вологодська область)
2. Бараново (Витегорский район)
3. Белоусово (Витегорский район)
4. Білий Струмок (Витегорский район)
5. Берег (Витегорский район)
6. Березина (Вологодська область)
7. Безсоново (Вологодська область)
8. Ближня Карданка (Вологодська область)
9. Борисово (Анхімовське сільське поселення)
10. Борисово (Кемське сільське поселення)
11. Боярське (Витегорский район)
12. Бродівська (Вологодська область)
13. Биково (Витегорский район)

| Росія | Це незавершена стаття з географії Росії. Ви можете допомогти проєкту, виправивши або дописавши її. |